# Peter Regin
Peter Regin (ur. 16 kwietnia 1986 w Herning) – duński hokeista, reprezentant Danii, olimpijczyk.

## Kariera
- Herning U20 / Herning II (2001-2002)
- Herning Blue Fox (2002-2005)
- Timrå (2005-2008)
- Binghamton Senators (2008-2009)
- Ottawa Senators (2009-2013)
  -  SC Langenthal (2012)
- New York Islanders (2013-2014)
- Chicago Blackhawks (2014-2015)
- Rockford IceHogs (2014-2015)
- Jokerit (2015-2021)
- HC Ambrì-Piotta (2021-)

Wychowanek Herning IK. W drafcie NHL z 2004 został wybrany przez Ottawa Senators. Od 2009 roku zawodnik tego klubu. W maju 2012 roku przedłużył kontrakt z klubem o rok. W październiku 2012 w okresie lokautu w sezonie NHL (2012/2013) związany kontraktem ze szwajcarskim klubem SC Langenthal z ligi National League B. Występował w nim przez dwa tygodnie. Od lipca 2013 zawodnik New York Islanders związany roczną umową. Od lutego 2014 zawodnik New York Islanders (wraz z nim do klubu trafił Pierre-Marc Bouchard). Od czerwca 2015 zawodnik Jokeritu. W listopadzie 2016 przedłużył kontrakt z klubem o trzy lata. Po sezonie 2019/2020 pierwotnie odszedł z klubu a we wrześniu 2020 ogłoszono przedłużenie kontraktu. Od maja 2021 zawodnik HC Ambrì-Piotta.
Uczestniczył w turniejach mistrzostw świata w 2005, 2006, 2007, 2008, 2009, 2010, 2017, 2018, 2019, 2022, zimowych igrzysk olimpijskich 2022.

## Sukcesy
Klubowe
- Złoty medal mistrzostw Danii: 2003, 2005 z Herning Blue Fox

Indywidualne
- Najlepszy pierwszoroczniak ligi duńskiej: 2004
- Najlepszy zawodnik ligi duńskiej: 2005
- Mistrzostwa Świata w Hokeju na Lodzie 2009/Elita:
  - Jeden z trzech najlepszych zawodników reprezentacji
- Mistrzostwa Świata w Hokeju na Lodzie 2010/Elita:
  - Piąte miejsce w klasyfikacji asystentów turnieju: 5 asyst
  - Jeden z trzech najlepszych zawodników reprezentacji
- KHL (2015/2016):
  - Najlepszy napastnik miesiąca - luty 2016[11]
- Mistrzostwa Świata w Hokeju na Lodzie 2019/Elita:
  - Jeden z trzech najlepszych zawodników reprezentacji w turnieju[12]